# Philis de La Charce
Pour les articles homonymes, voir La Tour du Pin.
Philippe de la Tour du Pin de La Charce, plus connue sous le nom de Philis de La Charce, née le 5 janvier 1645 à Montmorin et morte le 4 juin 1703 à Nyons, est une figure historique du Dauphiné qui s'est illustrée durant la période de conquête de cette province par l'armée du duc de Savoie.

## Biographie

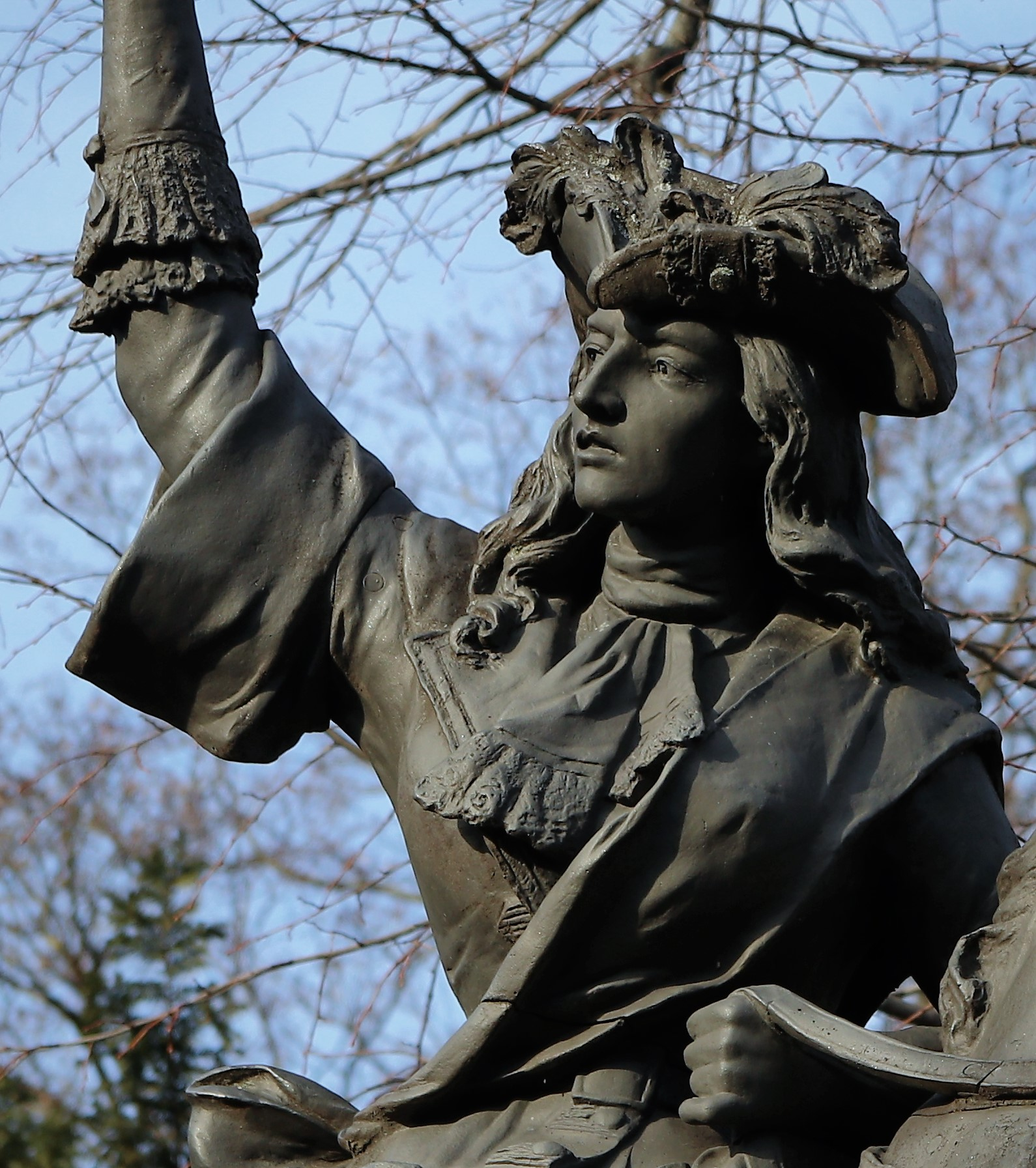
Statue équestre de Philis de la Charce réalisé en 1900 par Daniel Campagne dans le jardin des Dauphins à Grenoble.

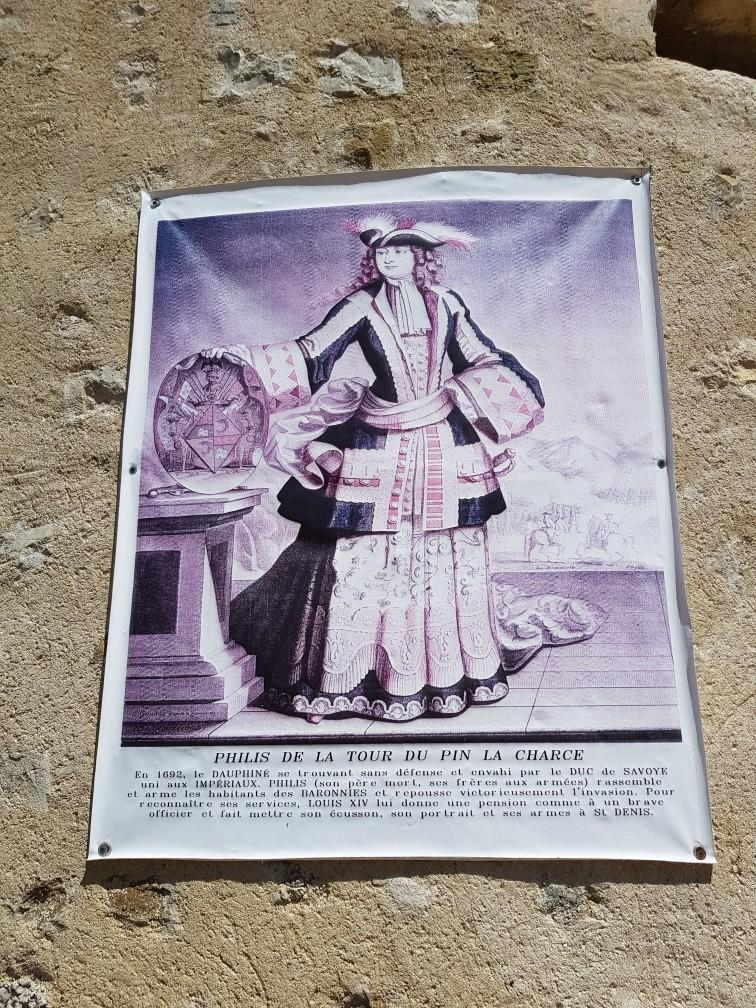
Portrait de Philis de La Charce au château de La Charce dans la Drôme.

Originaire d'une éminente famille de la noblesse du Dauphiné, elle est la fille de Pierre III de la Tour du Pin-Gouvernet, marquis de La Charce, comte de Montmorin, et lieutenant général des armées royales du Dauphiné et de Catherine Françoise de La Tour du Pin-Mirabel, née de Montmorin.
Sa famille est protestante depuis la conversion d'un de ses ancêtres, Hector de La Tour du Pin-Montauban (1585-1630), un chef de guerre calviniste. Le fils de ce dernier, René, avait pris part aux campagnes de Louis XIV à Saint-Gothard, en Hollande et en Franche-Comté.
Philippe est éduquée dans une famille nombreuse à Montmorin et à Nyons et est bonne élève. De 1672 à 1674, elle reste à Nyons où elle fait la connaissance de la femme de lettres Antoinette Des Houlières.
C'est après la lecture de L'Astrée, œuvre d'Honoré d'Urfé, qu'elle change son prénom en Philis, du nom de l'un des personnages du roman.
Lorsque Louis XIV fait révoquer l'Édit de Nantes en 1685, elle se convertit au catholicisme.
En 1692, lorsque le prince Victor-Amédée II envahit le Dauphiné pendant la guerre de la Ligue d'Augsbourg, elle aurait, selon la légende, organisé la résistance populaire aux troupes de Victor-Amédée II et c'est à cheval et l'épée à la main qu'elle aurait libéré Gap, le Diois et les Baronnies à la tête d'une armée de paysans. Cette version est contestée par les historiens, notamment Paul Thomé de Maisonneuve, qui attribuent la plupart des faits d'armes de Philis de La Charce au maréchal Nicolas de Catinat. Il semblerait qu'elle ait simplement mobilisé les habitants de Montmorin, sa résidence d'été, face à une bande de pillards venue « faire payer la contribution ». Ses relations, notamment la marquise de Sévigné sauront assurer sa renommée auprès de la cour de Louis XIV.
Le roi Louis XIV décide alors de récompenser son engagement par une pension de 2 000 livres, des armes et des livres de Charles Perrault. Son  portrait est également réalisé par le peintre Pierre Mignard.
Morte à Nyons en 1703, elle est d'abord enterrée dans l'église de la ville avant d'être inhumée dans un mausolée de cette même église en 1853.

## Postérité

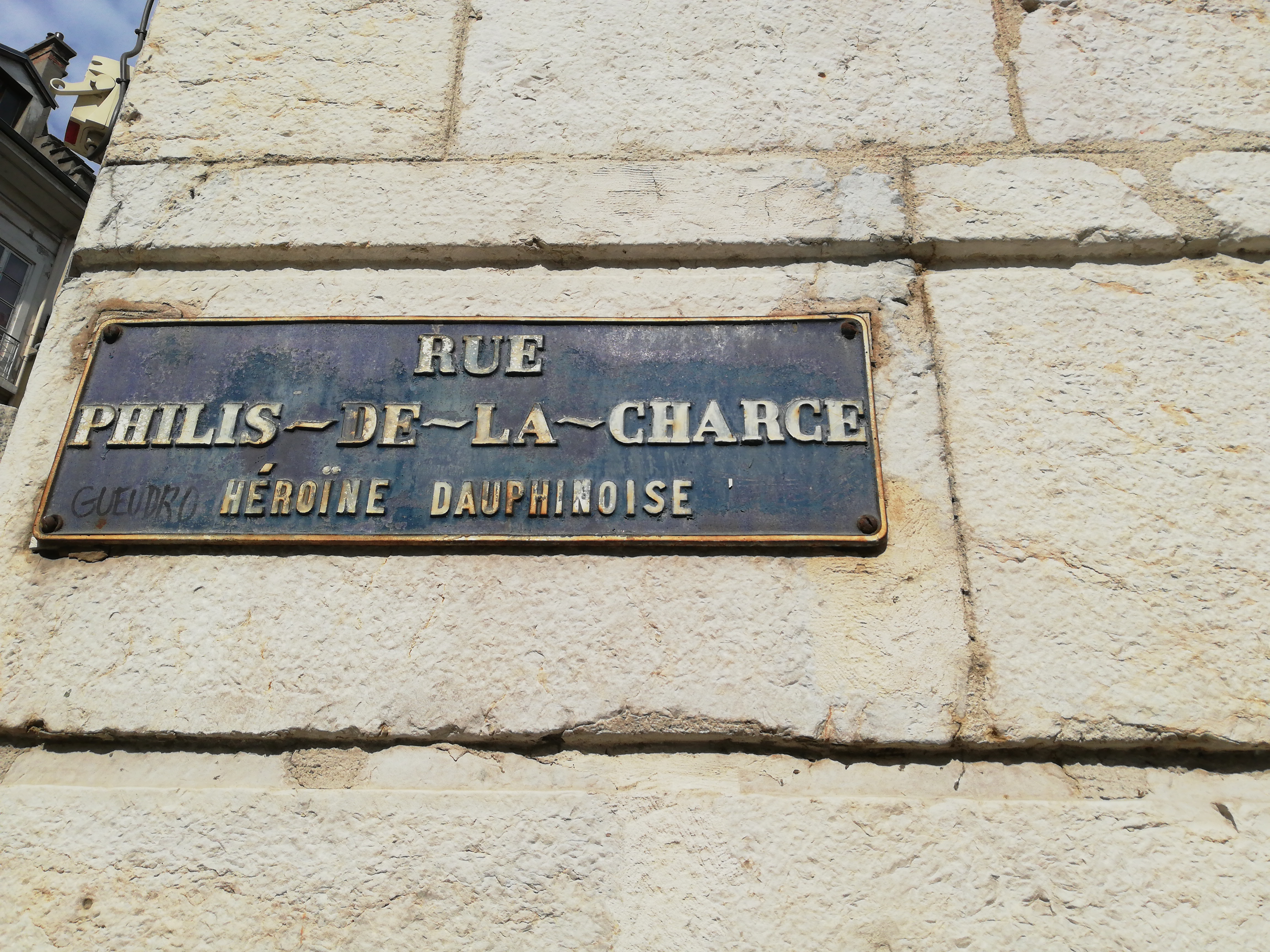
Rue Philis de la Charce, à Grenoble

Un article dans le Mercure de France, un portrait épique de Voltaire, le récit de son histoire par Madame de Sévigné à la Cour, des noms de rue (à Grenoble, à Nyons et à Gap) ainsi que plusieurs représentations artistiques (tableaux, statues) la firent passer à la postérité.
Elle est souvent considérée comme la « Jeanne d'Arc du Dauphiné », surtout par les catholiques tandis que les protestants, qui n'ont pas approuvé sa conversion au catholicisme, ont souvent minimisé les faits.
En 1899, Paul Laurens, sénateur-maire de Nyons ouvre une souscription pour ériger une statue à sa mémoire, commandée au sculpteur parisien Daniel Campagne et présentée au Salon de 1900, où elle fait semble-t-il grande impression. Cependant Paul Laurens meurt en 1901 et la somme n'étant pas réunie, la statue reste sans acquéreur jusqu'en 1903 où le sculpteur la propose à la ville de Grenoble en sa qualité de « Capitale du Dauphiné ». L'acquisition est actée au conseil municipal du 9 octobre 1903, mais ce n'est que le 4 mai 1913 que la statue est inaugurée à son emplacement actuel à l'entrée du jardin des Dauphins, sur un socle de rochers conforme au souhait de Daniel Campagne. 
En 2008 la statue a été déposée pour être restaurée, et à cette occasion elle a retrouvé la lame de son épée précédemment volée.
Parallèlement, à Nyons en 1905, le cercle catholique, sur fond de tensions religieuses avec les Protestants locaux, lance un nouveau projet de souscription pour une statue locale, qui n'aboutira jamais.

## Dans la culture
Un film de Lionel Baillemont intitulé Mademoiselle de La Charce, avec Alexia Carr en rôle-titre et Marie-Christine Barrault, pour le rôle de sa mère, sort en 2016 après avoir été tourné largement au château de La Charce, dans les Baronnies.

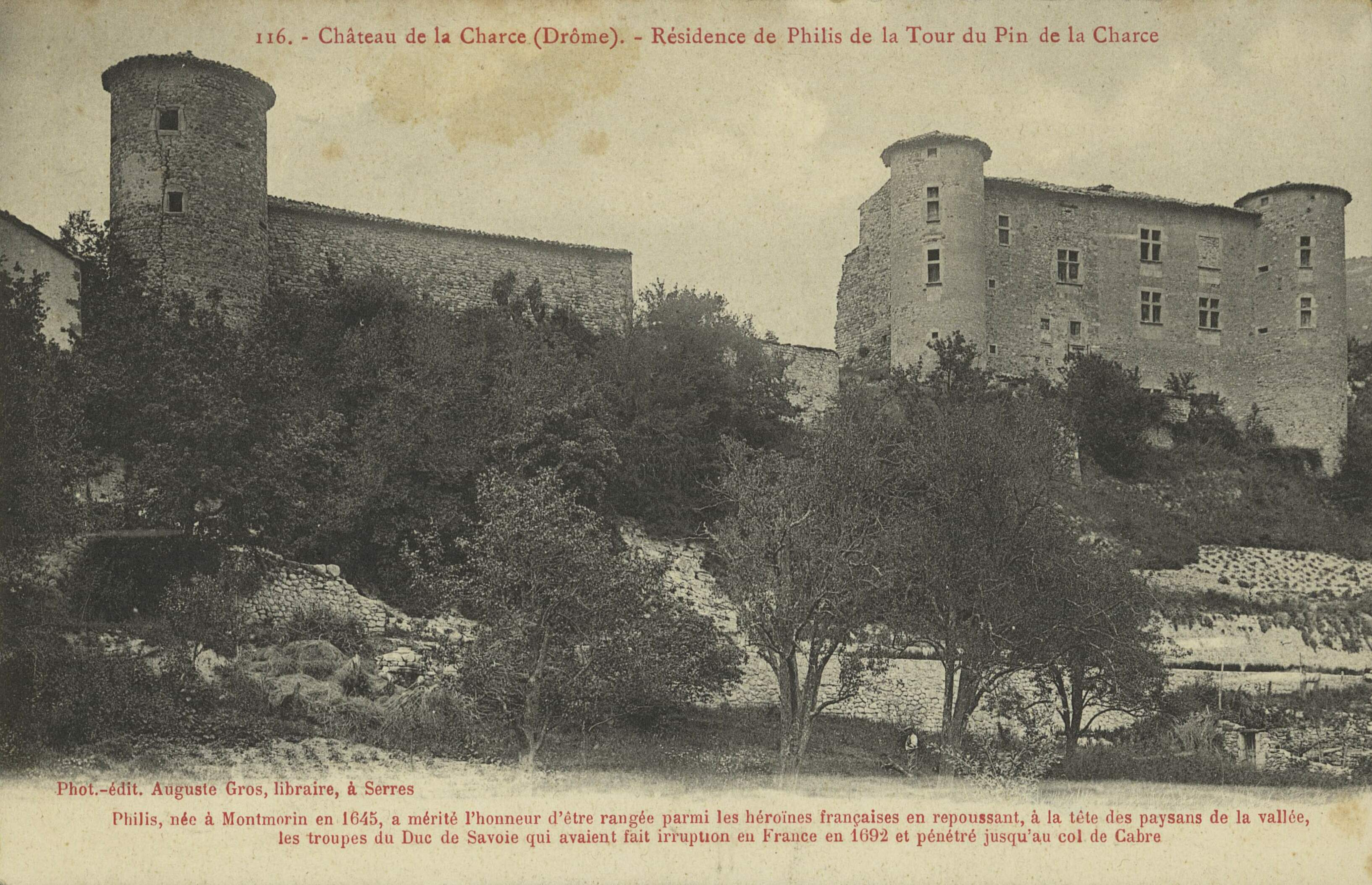
Le château de La Charce dans la Drôme en 1905, résidence de Philis de la Charce.

### Source
- La Motte Chalançon - Philis de La Charce